# Ouranio Toxo
Das Ouranio Toxo oder Vinožito (griechisch: Ουράνιο Τόξο; mazedonisch: Виножито/Vinožito – Regenbogen) ist eine Kleinpartei, die die slawo-mazedonische Minderheit in Griechenland vertritt und für die Wahrung und Einhaltung der Minderheitenrechte der slawischen Mazedonier im Nordwesten Griechenlands steht. Sie ist Mitglied der Europäischen Freien Allianz (EFA) und der Föderalistische Union Europäischer Nationalitäten (FUEN).
Nachdem sich in Griechenland die Nachricht verbreitete, dass die Partei Ouranio Toxo von der Soros-Stiftung und Mazedonien politisch unterstützt und finanziert werde, wurden Anschläge auf das Parteigebäude in Florina durchgeführt, die leichte Sachschäden zur Folge hatten. Versammlungen der Partei waren mehrfach Ziele von Protestaktionen der griechischen Rechten und Nationalisten, die ihr unter anderem slawomazedonischen Nationalismus und separatistische Bestrebungen vorwerfen.
Ouranio Toxo nahm an den Parlamentswahlen 2004 und 2007 nicht teil, bei den Europawahlen im Juni 2009 erreichte die Partei 4530 Stimmen (0,09 %), davon in der Präfektur Florina 1195 und insgesamt in der Region Makedonien 2594 Stimmen. Die Partei errang so wenige Stimmen, dass sie zur Wahl des Landesparlaments später im Jahr nicht mehr antrat. Nach der Verfassungsänderung von 1995, erwirkt aufgrund Druck aus Griechenland, darf sich Mazedonien nicht mehr um die Angelegenheiten der mazedonischen Minderheit in den Nachbarländern kümmern oder sich in sie einmischen.
In Bulgarien haben auf die „mazedonische Frage“ spezialisierte Historiker wie Tsanko Serafimov die Gründung der Partei und die Verbreitung des mazedonischen Nationalismus in der gesamten Ägäis Mazedoniens mit dem Desinteresse des bulgarischen Staates am Schicksal der lokalen Bevölkerung mit dem bulgarischen nationalen Selbstbewusstsein nach 1944, während zur gleichen Zeit massive Jugoslawische Propaganda durchgeführt wird. Und nach den Worten des Vorsitzenden der bulgarischen nationalistischen Partei „Wiedergeburt“. Kostadin Kostadinov, obwohl der griechische Staat seine Bürger, die sich als „ethnische Mazedonier“ betrachten, negativ behandelt, behandelt er sie nicht als Verbrecher, im Gegensatz zu der Haltung gegenüber Menschen mit bulgarischer Selbstbestimmung.

## Belege
1. ↑  Цанко Серафимов, "Македония IX в.пр.Хр. - XXI в. Един прочит на историята на страдалната земя", София, издателство "Орбел", стр. 413